# Ľubica
Ľubica é um município da Eslováquia, situado no distrito de Kežmarok, na região de Prešov. Tem 76,53 km² de área e sua população em 2018 foi estimada em 4.507 habitantes.

## Demografia
| Ano:        | 1994 | 2004    | 2014    | 2024   |
| ----------- | ---- | ------- | ------- | ------ |
| Broj ljudi: | 3514 | 3947    | 4402    | 4482   |
| Razlika:    |      | +12,32% | +11,52% | +1,81% |

| Ano:               | 2023 | 2024   |
| ------------------ | ---- | ------ |
| Número de pessoas: | 4475 | 4482   |
| Diferença:         |      | +0,15% |